# Górki (powiat garwoliński)
Górki – wieś sołecka w Polsce położona w województwie mazowieckim, w powiecie garwolińskim, w gminie Garwolin.
| SIMC    | Nazwa  | Rodzaj    |
| ------- | ------ | --------- |
| 0670930 | Żebrak | część wsi |

Wieś szlachecka położona była w drugiej połowie XVI wieku w powiecie garwolińskim  ziemi czerskiej województwa mazowieckiego. W latach 1975–1998 miejscowość należała administracyjnie do województwa siedleckiego.

## Ważne osoby
- Szczepan Dębski, (1906 - 1993) pełnił funkcję sołtysa w latach 1939 - 1945.
- Ks. Stanisław Pasionek, pierwszy proboszcz parafii Matki Bożej Szkaplerznej w Górkach i budowniczy kościoła.

## Sanktuarium
Miejscowość znana jest głównie z Sanktuarium Matki Boskiej Fatimskiej. W każdą pierwszą sobotę miesiąca od maja do października przybywa tu wielu pielgrzymów na Nabożeństwa Fatimskie, które są celebrowane przez zaproszonych biskupów.
Trzeci z kolei proboszcz parafii, ks. Kazimierz Radzik, został ojcem generałem Zgromadzenia Michalitów.
Przy kościele znajduje się źródełko, do którego przyjeżdżają po wodę ludzie nawet z odległych miejscowości. Znane są przypadki uzdrowień z chorób i dolegliwości po napiciu się wody z tego źródełka lub obmyciu się nią. Od 2014 r. trwa rozbudowa kościoła z 1984 r.